# Hafelekarspitze
Hafelekarspitze – szczyt w paśmie Karwendel, w Alpach Wschodnich. Leży w Austrii, w kraju związkowym Tyrol, przy granicy z Niemcami. Na zboczach góry od 1928 roku pracuje kolejka linowa. Górna stacja znajduje się na wysokości 2269 m, resztę drogi na szczyt trzeba przebyć pieszo (ok. 10 min). Od 1931 r. znajduje się tam, z inicjatywy austriackiego laureata Nagrody Nobla, Victora Franza Hessa, obserwatorium pomiaru promieniowania kosmicznego. Na szczycie znajduje się też krzyż.
Pierwszego wejścia dokonali A. i F. Lieber w 1886 r.